# هجوم زفاف سراييفو
حوالي الساعة 2:30 مساء في يوم الأحد 1 مارس 1992 هوجم موكب زفاف من صرب البوسنة والهرسك في حي باسكارسييا المسلم القديم في سراييفو مما أدى إلى وفاة والد العريس نيكولا غاردوفيتش وإصابة كاهن صربي أرثوذكسي. وقع الهجوم في اليوم الأخير من الاستفتاء المثير للجدل حول استقلال جمهورية البوسنة والهرسك الاشتراكية عن جمهورية يوغوسلافيا الاشتراكية الاتحادية في المراحل الأولى من تفكك يوغوسلافيا وحروب يوغوسلافيا.
ردا على إطلاق النار أقام عناصر غير نظامية من الحزب الديمقراطي الصربي حواجز طرق في جميع أنحاء سراييفو متهمين حزب العمل الديمقراطي البوسني المسلم بتدبير الهجوم. وطالب الحزب الديمقراطي الصربي بأن يتم تسيير دوريات في المناطق التي يقطنها الصرب في البوسنة والهرسك من قبل الصرب وليس ضباط الشرطة من أعراق أخرى كما دعت إلى نشر قوات حفظ السلام التابعة للأمم المتحدة في البلاد. في 3 مارس وافق الحزب الديمقراطي الصربي على تفكيك الحواجز التي أقامتها. أعلن مجلس الشعب الذي يهيمن عليه المسلمون في البوسنة والهرسك استقلال البلاد في نفس اليوم.
غالبا ما يُنظر إلى غاردوفيتش على أنه أول ضحية في حرب البوسنة والهرسك. تم التعرف على رامز ديلاليتش وهو مجرم محترف يُزعم أنه خاضع لحماية قوات الدفاع عن النفس على أنه مشتبه به لكن السلطات البوسنية المسلمة لم تبذل سوى القليل من الجهد لتحديد مكانه في أعقاب إطلاق النار مباشرة. خلال الحرب قاد ديلاليتش ميليشيا اضطهدت السكان الصرب في سراييفو. واعترف في وقت لاحق بتنفيذ الهجوم في مقابلة تلفزيونية. في عام 2004 اتُهم ديلاليتش بارتكاب جريمة قتل من الدرجة الأولى فيما يتعلق بوفاة غاردوفيتش لكنه قُتل بالرصاص في عام 2007 قبل أن تكتمل محاكمته. في اتحاد البوسنة والهرسك الكيان البوسني الكرواتي شبه المستقل في البلاد يتم الاحتفال بيوم 1 مارس باعتباره يوم الاستقلال. لم يتم الاحتفال بالعطلة في الكيان الصربي البوسني شبه المستقل جمهورية صرب البوسنة ويربط معظم صرب البوسنة التاريخ بهجوم الزفاف وليس بالاستفتاء على الاستقلال. تم تصوير التصوير في الفيلم الحربي البريطاني عام 1998 «مرحبا بكم في سراييفو».

## الخلفية
بعد وفاة زعيمها القديم جوزيف بروز تيتو في عام 1980 دخلت جمهورية يوغوسلافيا الاشتراكية الاتحادية متعددة الأعراق فترة طويلة من الركود الاقتصادي والانحدار. أدت الحالة الهزيلة لاقتصاد البلاد إلى زيادة كبيرة في التوترات العرقية التي تفاقمت فقط مع سقوط الشيوعية في أوروبا الشرقية في عام 1989. في العام التالي سمحت رابطة شيوعيي يوغوسلافيا بإجراء انتخابات ديمقراطية على الصعيد الوطني. في جمهورية البوسنة والهرسك الاشتراكية تم إنشاء الأحزاب السياسية إلى حد كبير على أسس عرقية. أسس مسلمو البوسنة حزب العمل الديمقراطي لتمثيل مصالحهم وأسس صرب البوسنة والهرسك الحزب الديمقراطي الصربي وأسس كروات البوسنة والهرسك الاتحاد الديمقراطي الكرواتي للبوسنة والهرسك. وترأس الأحزاب الثلاثة علي عزت بيغوفيتش ورادوفان كاراديتش وستيفان كيويتش على التوالي. عقدت البوسنة والهرسك أول انتخابات ديمقراطية في 18 نوفمبر 1990. وهيمنت على التصويت الأحزاب القومية مثل حزب العمل الديمقراطي والحزب الديمقراطي الصربي وحزب الاتحاد الديمقراطي الكرواتي للبوسنة والهرسك. الأحزاب الاشتراكية التي ليس لها انتماء عرقي وعلى الأخص الحزب الشيوعي في البوسنة والهرسك فشلت في الفوز بنسبة كبيرة من الأصوات.
دعا كل من حزب العمل الديمقراطي وحزب الاتحاد الديمقراطي الكرواتي للبوسنة والهرسك اللذان يمثلان تطلعات معظم مسلمي البوسنة وكروات البوسنة إلى استقلال البوسنة والهرسك عن يوغوسلافيا وهي خطوة عارضها الحزب الديمقراطي الصربي والغالبية العظمى من صرب البوسنة. في 25 يونيو أعلنت حكومتا سلوفينيا وكرواتيا الاستقلال عن يوغوسلافيا مما أدى إلى حرب الأيام العشرة وحرب الاستقلال الكرواتية أول نزاعات مسلحة لما أصبح يعرف باسم حروب يوغوسلافيا. وفقا لخطة رام التي وضعها جيش يوغوسلافيا الشعبي في وقت مبكر من عام 1990 بدأت إدارة أمن الدولة في توزيع الأسلحة الصغيرة على السكان الصرب البوسنيين مما أدى إلى إنشاء عدد من مليشيات صرب البوسنة في جميع أنحاء البوسنة والهرسك بنهاية عام 1991. في نوفمبر 1991 نظم الحزب الديمقراطي الصربي استفتاء قاطعه مسلمو البوسنة وكروات البوسنة حيث صوتت الغالبية العظمى من صرب البوسنة للبقاء جزءا من يوغوسلافيا. أعلنت الجماعة الاقتصادية أن استفتاء الاستقلال الملزم قانونا على مستوى الدولة سيكون شرطا أساسيا لاعتراف الجماعة الاقتصادية الأوروبية النهائي باستقلال البوسنة والهرسك. وبالتالي كان من المقرر إجراء استفتاء الاستقلال الوطني بين 29 فبراير و 1 مارس. رفض الحزب الديمقراطي الصربي مثل هذا الاستفتاء باعتباره غير دستوري. ونتيجة لذلك وبدعوة من الحزب قاطعته الغالبية العظمى من صرب البوسنة. في 9 يناير 1992 أعلن الحزب الديمقراطي الصربي إنشاء جمهورية صرب البوسنة وهي كيان مُعلن ذاتيا كان من المقرر أن يشمل جميع البلديات التي صوت فيها أكثر من 50 في المائة من الناخبين للبقاء جزءا من يوغوسلافيا.
مثل معظم أنحاء البوسنة والهرسك كانت العاصمة سراييفو متنوعة إثنيا ودينيا. وفقا لتعداد سكان يوغوسلافيا عام 1991 كان عدد سكان المدينة 525980 نسمة، 49.3 بالمائة منهم مسلمون بوسنيون و29.9 بالمائة منهم صرب و10.7 بالمائة منهم يوغسلافيون و 6.6 بالمائة منهم كروات.

## الهجوم

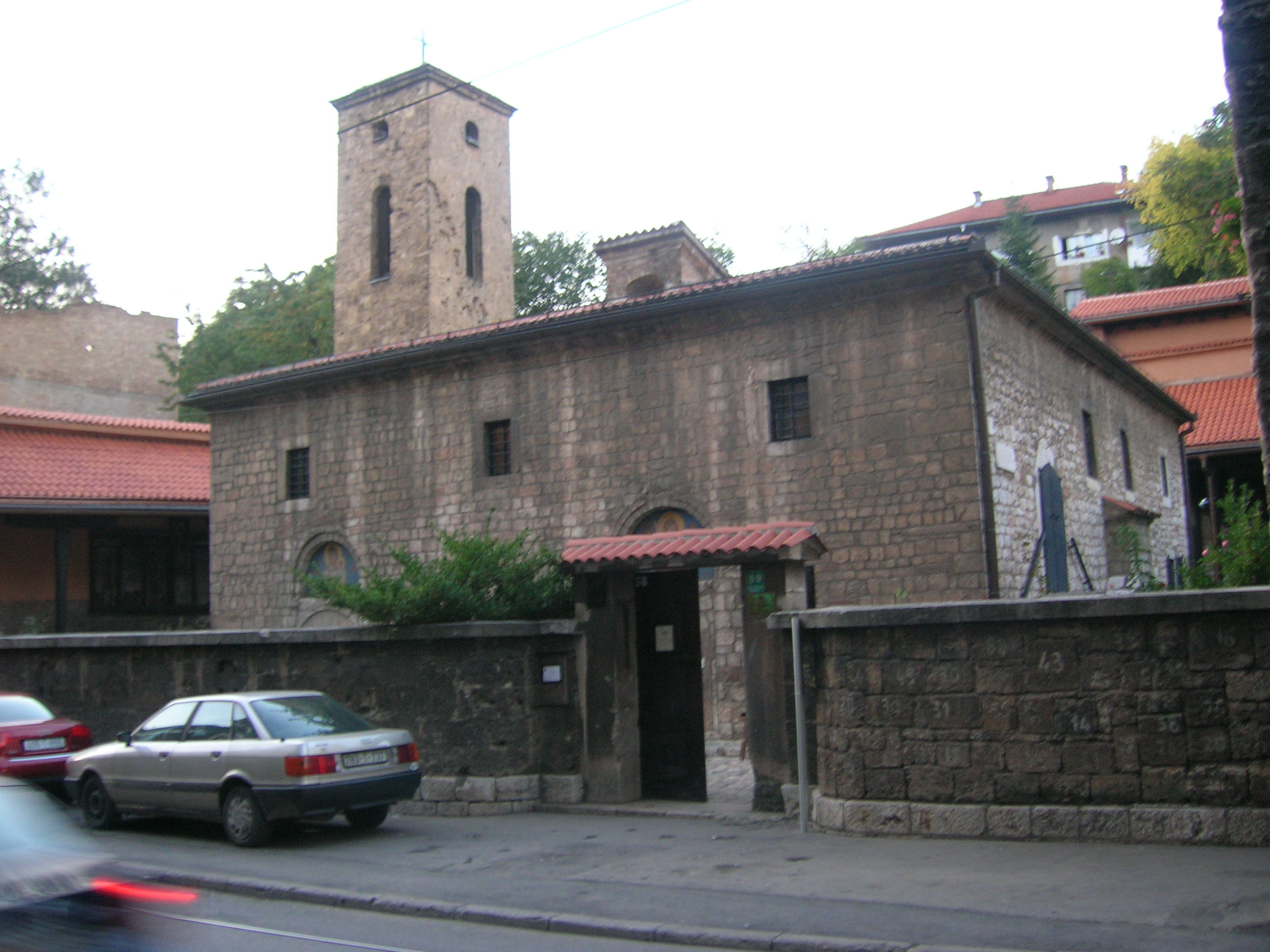
كنيسة رؤساء الملائكة ميخائيل وجبرائيل في سراييفو.

في يوم الأحد الموافق 1 مارس 1992 وهو اليوم الأخير من التصويت أقيم حفل زفاف الزوجين الصربيين البوسنيين ميلان غاردوفيتش وديانا تامبور في كنيسة التجلي المقدس في نوفو سراييفو. كان العريس طالبا إكليريكيا في سنته الدراسية الأخيرة. كان والده نيكولا قديسا في كنيسة التجلي المقدس. يصف المؤرخ كينيث موريسون الجو في سراييفو في ذلك اليوم بأنه «متوتر». بعد الحفل توجه العرسان وعائلاتهم وضيوف حفل الزفاف إلى كنيسة رئيس الملائكة ميخائيل وجبرائيل المعروفة بالعامية بالكنيسة الأرثوذكسية القديمة في الحي الإسلامي القديم في باسكارسييا حيث كان من المفترض أن يتم تناول وجبة الزفاف. كانت كنيسة رؤساء الملائكة ميخائيل وجبرائيل أقدم مبنى ديني أرثوذكسي صربي في سراييفو.
نظرا لعدم وجود مكان لانتظار السيارات في الجوار المباشر لكنيسة رئيس الملائكة ميخائيل وجبرائيل قرر القائمون على حفل الزفاف التوجه نحو الكنيسة سيرا على الأقدام مشكلين موكبا امتد من أقرب موقف للسيارات إلى الكنيسة نفسها. خلال الموكب رفع أعضاء حفل الزفاف الأعلام الصربية الأمر الذي فسره العديد من المارة البوسنيين المسلمين على أنه استفزاز متعمد. كانت مثل هذه المواكب نموذجية لحفلات الزفاف الصربية عبر يوغوسلافيا. وعادة ما كانت مصحوبة بزمير أبواق السيارات وغناء الأغاني. حوالي الساعة 2:30 مساء خرج أربعة شبان من سيارة فولكسفاغن غولف بيضاء وحاولوا الاستيلاء على علم من أحد ضيوف حفل الزفاف. واندلع شجار وبحسب شهود عيان فتح أحد الرجال النار على الموكب.
كان فيكتور ماير مراسل صحيفة فرانكفورتر العامة اليومية الألمانية شاهد عيان على الهجوم وكتب عنه في كتابه الصادر عام 1995 «يوغوسلافيا: تاريخ زوالها». كتب ماير عن الطلقات النارية: «في البداية بدا الأمر وكأنه انفجار ولكن بعد ذلك رأيت الناس في حالة جنون وسمعت صرخات ورأيت شخصا يركض إلى أقرب هاتف ورأيت الوجوه المرعبة للمارة». قُتل والد غاردوفيتش في الهجوم وأصيب القس الصربي الأرثوذكسي رادينكو ميروفيتش.

## فيما بعد

### ردود الفعل
كتب المؤرخ ملادين أنتشيتش أن «الشحنة العاطفية للحادث كانت قوية من كلا الجانبين لأن موكب زفاف صربي يحمل رموزا صربية في طريقه إلى أقدم كنيسة صربية في سراييفو أوقف برصاصة إسلامية». بالنسبة لمعظم الصرب كان الهجوم يمثل «نقطة اللاعودة» كما كتب المؤرخ جون آر شندلر. وشجب مسؤولو الحزب الديمقراطي الصربي إطلاق النار على الفور. وقال كاراديتش إن الهجوم أثبت أن حركة الاستقلال تشكل تهديدا وجوديا لصرب البوسنة. قال رئيس مجلس الشعب في البوسنة والهرسك مومشيلو كراجيشنيك إن «هذه اللقطة كانت ظلما كبيرا للشعب الصربي». صرح المتحدث باسم الحزب الديمقراطي الصربي رايكو دوكيتش أن هجوم الزفاف كان دليلا على أن صرب سراييفو كانوا «في خطر مميت» وجادل بأن استقلال البوسنة والهرسك من شأنه أن يهدد أمن صرب البوسنة بشكل أكبر. وأدان عزت بيغوفيتش جريمة القتل ووصفها بأنها «رصاصة على البوسنة والهرسك بأكملها». أعرب رئيس بلدية ستاري غراد في سراييفو سليم حاجي بايريتش عن تعازيه لأسرة غاردوفيتش. اتخذ زعيم الميليشيات البوسنية المسلمة سيفير خليلوفيتش الذي أسس الميليشيا المعروفة باسم الرابطة الوطنية في مارس 1991 نبرة مختلفة. وزعم خليلوفيتش أن الموكب «لم يكن في الحقيقة حفل زفاف ولكنه استفزاز» وأن أعضاء حفل الزفاف كانوا من نشطاء الحزب الديمقراطي الصربي. علق خليلوفيتش: «لقد أرادوا المرور عبر باسكارسييا بالسيارات والأعلام واللافتات لاستفزازنا ومعرفة رد فعلنا».
أدى الهجوم إلى «منافسة على الحيز الحضري الذي من شأنه أن يتطور إلى حصار مباشر للمدينة وتقسيمها» كما كتبت المؤرخة كاثرين بيكر. ظهرت حواجز الطرق بسرعة عبر سراييفو أولها صرب البوسنة ثم مسلمو البوسنة. وطالب الحزب الديمقراطي الصربي أن يتم حراسة المناطق التي يقطنها الصرب في البوسنة والهرسك من قبل الصرب وليس ضباط الشرطة من الأعراق الأخرى ودعت كذلك إلى نشر قوات حفظ السلام التابعة للأمم المتحدة في البلاد. بعد يومين من الهجوم وافق الحزب الديمقراطي الصربي على إزالة الحواجز التي نصبها. تم تحقيق هذا الاختراق من قبل الجنرال في جيش يوغوسلافيا الشعبي ميلوتين كوكانياس الذي أقنع بنجاح قادة حزب العمل الديمقراطي والحزب الديمقراطي الصربي للسماح بدوريات مشتركة من قبل جيش يوغوسلافيا الشعبي والشرطة البوسنية. في اليوم نفسه أعلن عزت بيغوفيتش استقلال جمهورية البوسنة والهرسك وصدق مجلس الشعب الذي يهيمن عليه المسلمون على القرار بسرعة. دفن غاردوفيتش في سراييفو في 4 مارس. وقد ترأس جنازته الأسقف فاسيلي كاتشافيندا. علق كاتشافيندا أثناء تأبينه قائلاً: «لن أقول كما قال بعض السياسيين الأذكياء إن الرصاصة التي قتلت هذا الرجل كانت طلقة في البوسنة والهرسك. لكنه كان تحذيرا لدولنا الثلاث. ولتكن تضحية نيكولا آخر هذه الأوقات الجنونية».
طغت تغطية الهجوم إلى حد كبير على تغطية الاستفتاء المتزامن. صورت الصحف الصربية الهجوم إلى حد كبير على أنه هجوم يتحمل جميع مسلمي البوسنة والهرسك المسؤولية الجماعية عنه. المقطع التالي من صحيفة بوليتيكا في بلغراد كان نموذجيا: «قتلة ضيف الزفاف الصربي ليسوا المهاجمين الثلاثة ولكن أولئك الذين خلقوا الأجواء التي ألغت البوسنة والهرسك بشكل نهائي». انحرفت جريدة أوسلوبودينيي اليومية في سراييفو في الاتجاه المعاكس في محاولة للتعتيم على الهويات العرقية للمهاجمين. نُشر عمود بعد يوم واحد من الهجوم جاء فيه: «قتلة ضيف حفل الزفاف في باسكارسييا دعاة الكراهية وبناة المتاريس لم يكونوا من سراييفين فحسب بل لم يكونوا حتى بوسنيين حقيقيين بل غرباء». ذهب العمود ليلمح إلى أن موكب الزفاف كان استفزازا متعمدا. اعتبر العديد من القراء الصرب أن رد فعل أوسلوبودينيي على الهجوم غير حساس وأرسلوا رسائل غاضبة إلى المحرر ردا عليه. عبّر ميروسلاف يانكوفيتش العضو الصربي في هيئة تحرير الصحيفة عن غضبه في اجتماع مجلس الإدارة في اليوم التالي واصفا العمود بأنه «أكثر ما تنشره هذه الصحيفة وقاحة منذ خمسين عاما».

### المسئولية
تعرف شهود العيان على الشخص الذي أطلق النار على موكب الزفاف على أنه رامز ديلاليتش مجرم محترف. ألقت قيادة الحزب الديمقراطي الصربي على الفور باللوم على حزب العمل الديمقراطي في الهجوم وزعمت أن دلاليتش كان تحت حماية حزب العمل الديمقراطي. قبل الهجوم كان ديلاليتش متورطا في إطلاق نار آخر فضلا عن اغتصاب وتلقى العلاج في مستشفى للأمراض النفسية. في 3 مارس 1992 أصدرت السلطات المحلية أمرا بإلقاء القبض على ديلاليتش لكنها لم تبذل جهدا كبيرا للعثور عليه. زعم مسؤولو الحزب الديمقراطي الصربي أن فشل السلطات في اعتقال ديلاليتش كان دليلا على تواطؤ حزب العمل الديمقراطي في الهجوم.
أثناء حصار سراييفو قاد ديلاليتش وحدة شبه عسكرية مسلمة بوسنية هاجمت وقتلت مدنيين من صرب البوسنة ومسلمي البوسنة. الإفلات من العقاب الذي أوكلته السلطات البوسنية المسلمة إلى ديلاليتش جعله يعترف صراحة بفتح النار على ضيوف حفل الزفاف في مقابلة متلفزة. لم تقم السلطات بقمع ميليشيا ديلاليتش إلا في أواخر عام 1993 بعد أن بدأت في استهداف غير الصرب. في 1 مارس 1997 في الذكرى الخامسة للهجوم على الزفاف هدد ديلاليتش علنا أبا وابنه داخل مطعم في سراييفو ولوح بمسدس أمام الزبائن وهي جريمة أدين بها لاحقا. في يونيو 1999 دهس ضابط شرطة وأصاب بسيارته وسُجن مرة أخرى. دفع هذا الحادث الأخير كارلوس وستندورب المندوب السامي للبوسنة والهرسك إلى حث سلطات البلاد على التحقيق في أنشطة ديلاليتش في زمن الحرب. في 8 ديسمبر 2004 اتهم ديلاليتش بارتكاب جريمة قتل من الدرجة الأولى فيما يتعلق بالهجوم على حفل الزفاف. بدأت محاكمته في 14 فبراير 2005. في اليوم الأول من إجراءات المحاكمة شغّل المدعون على هيئة المحلفين شريط فيديو للهجوم على حفل الزفاف والذي بدا وكأنه أطلق ديلاليتش النار على الموكب. في نفس اليوم دفع ديلاليتش بكفالة وأفرج عنه بناء على تعهد شخصي منه. في 27 يونيو 2007 قبل اكتمال محاكمته قُتل ديلاليتش برصاص مسلحين مجهولين في سراييفو.
في 19 سبتمبر 2012 اتهم المدعون العامون في سراييفو تاجر المخدرات الألباني في كوسوفو ناصر كيلميندي بالأمر بقتل ديلاليتش. كان كيلميندي قد فر من البوسنة والهرسك في عام 2012 بعد أن خضع لعقوبات بموجب قانون تعيين كينغبين للمخدرات الأجنبية في الولايات المتحدة. كما وجهت إليه عدة تهم تتعلق بالاتجار بالمخدرات. اعتقلته شرطة كوسوفو في بريشتينا في 6 مايو 2013. وبما أن البوسنة والهرسك لا تعترف بكوسوفو وبالتالي ليس لديها اتفاق تسليم معها فقد حوكم كيلميندي في بريشتينا على جرائم يُزعم أنه ارتكبها في البوسنة والهرسك. في أكتوبر 2016 أدلى السياسي البوسني الكبير فخر الدين رادونزيتش الذي كان على اطلاع على ديلاليتش بشهادته في دفاع كيلمندي. في عام 2012 تم تسمية رادونتشيتش في لائحة اتهام كيلميندي كأحد المتآمرين في المؤامرة لقتل دلاليتش ولكن لم يتم توجيه أي اتهام شخصي له ونفى هذه المزاعم. شهد رادونتشيتش بأن دلاليتش أخبره أن هجوم العرس قد صدر بأمر من عزت بيغوفيتش وحزب العمل الديمقراطي. كما شهد رادونيتش أن اغتيال ديلاليتش قد صدر بأمر من «مافيا الدولة البوسنية» وليس كيلميندي لأن ديلاليتش كان يرغب في مناقشة تورط عائلة عزت بيغوفيتش المزعوم في الجريمة المنظمة مع المدعين. يوم 1 فبراير 2018 أدين كيلميندي بتهمة الاتجار بالمخدرات وحكم عليه بالسجن لمدة ست سنوات وتمت تبرئته من جميع التهم المتعلقة بقتل ديلاليتش.

## الإرث
غالبا ما يُعتبر نيكولا غاردوفيتش أول ضحية في حرب البوسنة والهرسك. بين صرب البوسنة يشار إلى الهجوم عادة باسم الزفاف الدموي. يصف الخبير السياسي كيث كروفورد الهجوم ومذبحة سييكوفاتش بحق المدنيين من صرب البوسنة في بوسانسكي برود في 27 مارس على أنهما الحادثان اللذان أديا إلى اندلاع الصراع. قارنت الأكاديمية الهندية رادها كومار هجوم الزفاف بحوادث العنف التي سبقت العنف الطائفي في الهند. في 6 أبريل اعترفت الجماعة الاقتصادية الأوروبية والولايات المتحدة بالبوسنة والهرسك كدولة مستقلة. في اليوم نفسه أعلنت قيادة صرب البوسنة استقلال جمهورية البوسنة والهرسك الصربية التي أعيدت تسميتها فيما بعد بجمهورية صرب البوسنة. تم قبول البوسنة والهرسك في الأمم المتحدة في 22 مايو. خلفت حرب البوسنة التي تلت ذلك 100000 قتيل كما نزح مليونا شخص آخر. انتهت الحرب بتوقيع اتفاقية دايتون في ديسمبر 1995 حيث اتفقت الأطراف المتحاربة على تقسيم البلاد إلى كيانين شبه مستقلين وهما اتحاد البوسنة والهرسك وجمهورية صرب البوسنة. في أعقاب الحرب وجهت المحكمة الجنائية الدولية ليوغوسلافيا السابقة لائحة اتهام إلى معظم قادة جمهورية صرب البوسنة في زمن الحرب وكان من بينهم كاراديتش الذي أدين بارتكاب جرائم حرب وجرائم ضد الإنسانية وكذلك الإبادة الجماعية لدوره في مذبحة سريبرينيتشا عام 1995 وحُكم عليه بالسجن المؤبد في مارس 2019.
هربا من الحرب هاجر ميلان وديانا غاردوفيتش إلى السويد حيث يعمل ميلان الآن ككاهن صربي أرثوذكسي. في اتحاد البوسنة والهرسك يتم الاحتفال بيوم 1 مارس باعتباره يوم الاستقلال وهو يوم عطلة لا يعمل فيها. لا يتم الاحتفال بعيد الاستقلال في جمهورية صرب البوسنة ويربط معظم صرب البوسنة التاريخ بهجوم الزفاف وليس بالاستفتاء على الاستقلال. تم تجسيد الهجوم في الفيلم الحربي البريطاني عام 1997 «مرحبا بكم في سراييفو» حيث كان الجناة من صرب البوسنة هم الجناة والمدنيون الكروات البوسنيون كضحايا. يقول الباحث السينمائي غوران غوتشيتش: «تم إدخال هذه التغييرات لأسباب سياسية من الواضح». يتفق عالم الأنثروبولوجيا ستيفن هاربر قائلا: «إن تبديل الهويات العرقية في تنظيم مذبحة حفل الزفاف في مرحبا بكم في سراييفو ... يقدم مثالا آخر على كيفية استخدام الصور السينمائية لإعادة كتابة التاريخ الأيديولوجية».